# Sarah Clarke

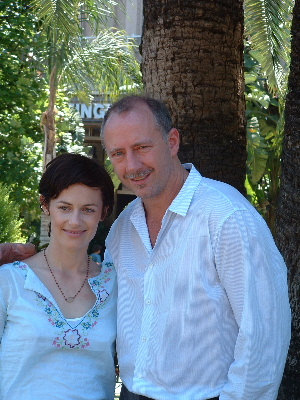
Sarah Clarke och Xander Berkeley.

Sarah Clarke född 16 februari 1972 i St. Louis, Missouri, är en amerikansk skådespelerska. Clarke har bl.a. spelat Nina Myers i TV-serien 24.

## Filmografi (urval)
- 2003 – Tretton
- 2001-2004 - 24, (TV-serie)
- 2000 - Sex & the City, avsnitt Politically Erect (TV-serie)
- 2007 - Life, avsnitt A Civil War (TV-serie)
- 2008 – Twilight
- 2010 – Eclipse
- 2011 – Breaking Dawn: part 1